# Bolitoglossa epimela
Bolitoglossa epimela là một loài kỳ giông thuộc họ Plethodontidae, the salamander is đặc hữu của Costa Rica. Môi trường sống tự nhiên của chúng là rừng ẩm vùng đất thấp nhiệt đới hoặc cận nhiệt đới và vùng núi ẩm nhiệt đới và cận nhiệt đới. Loài hiện đang nguy cấp do mất môi trường sống.